# Kemi-Torneå ekonomiska region
Kemi-Torneå ekonomiska region (finska: Kemi-Tornion seutukunta) är en av ekonomiska regionerna i landskapet Lappland i Finland. Folkmängden i regionen uppgick den 1 januari 2013 till 60 099 invånare, regionens totala areal utgjordes av 6 422 kvadratkilometer och därav utgjordes landytan av 4 916,01  kvadratkilometer.  I Finlands NUTS-indelning representerar regionen nivån LAU 1 (f.d. NUTS 4), och dess nationella kod är 192 .  

## Förteckning över kommuner
Kemi-Torneå ekonomiska region  omfattar följande fem kommuner: 
- Kemi stad
- Keminmaa kommun
- Simo kommun
- Tervola kommun
- Torneå stad

Samtliga kommuners språkliga status är enspråkigt finska. 